# Martha Mitchell
Pour les articles homonymes, voir Mitchell.
 (mai 2022).
La mise en forme du texte ne suit pas les recommandations de Wikipédia : il faut le « wikifier ».
Les points d'amélioration suivants sont les cas les plus fréquents. Le détail des points à revoir est peut-être précisé sur la page de discussion.
- Les titres sont pré-formatés par le logiciel. Ils ne sont ni en capitales, ni en gras.
- Le texte ne doit pas être écrit en capitales (les noms de famille non plus), ni en gras, ni en italique, ni en « petit »…
- Le gras n'est utilisé que pour surligner le titre de l'article dans l'introduction, une seule fois.
- L'italique est rarement utilisé : mots en langue étrangère, titres d'œuvres, noms de bateaux, etc.
- Les citations ne sont pas en italique mais en corps de texte normal. Elles sont entourées par des guillemets français : « et ».
- Les listes à puces sont à éviter, des paragraphes rédigés étant largement préférés. Les tableaux sont à réserver à la présentation de données structurées (résultats, etc.).
- Les appels de note de bas de page (petits chiffres en exposant, introduits par l'outil «  Source ») sont à placer entre la fin de phrase et le point final[comme ça].
- Les liens internes (vers d'autres articles de Wikipédia) sont à choisir avec parcimonie. Créez des liens vers des articles approfondissant le sujet. Les termes génériques sans rapport avec le sujet sont à éviter, ainsi que les répétitions de liens vers un même terme.
- Les liens externes sont à placer uniquement dans une section « Liens externes », à la fin de l'article. Ces liens sont à choisir avec parcimonie suivant les règles définies. Si un lien sert de source à l'article, son insertion dans le texte est à faire par les notes de bas de page.
- La présentation des références doit suivre les conventions bibliographiques. Il est recommandé d'utiliser les modèles {{Ouvrage}}, {{Chapitre}}, {{Article}}, {{Lien web}} et/ou {{Bibliographie}}. Le mode d'édition visuel peut mettre en forme automatiquement les références.
- Insérer une infobox (cadre d'informations à droite) n'est pas obligatoire pour parachever la mise en page.

Pour une aide détaillée, merci de consulter Aide:Wikification.
Si vous pensez que ces points ont été résolus, vous pouvez retirer ce bandeau et améliorer la mise en forme d'un autre article.
 (mai 2022).
Le contenu est difficilement compréhensible vu les erreurs de traduction, qui sont peut-être dues à l'utilisation d'un logiciel de traduction automatique.
 (mai 2022).
Martha Elizabeth Beall Mitchell, née le 2 septembre 1918 à Pine Bluff et morte le 31 mai 1976 à New York, est une personnalité américaine, connue pour être l'épouse de John N. Mitchell, procureur général des États-Unis sous la présidence de Richard Nixon. Les propos de Martha Elizabeth Beall Jennings Mitchell et son franc-parler sur le gouvernement au moment du scandale du Watergate lui valurent de devenir une personnalité controversée.

## Jeunesse
Martha Elizabeth Beall Jennings Mitchell est née à Pine Bluff en Arkansas, le 2 septembre 1918. Elle est l’unique enfant de George V. Beall, un courtier de coton, et de la professeur de théâtre Arie Beall (née Ferguson),. Martha Beall Mitchell grandit dans une zone rurale, éloignée de ses amis. Dans une interview du Saturday Evening Post, elle se rappelle avoir surtout grandi en jouant avec les enfants de celle qu'elle appelle alors sa « maman », une employée de maison afro-américaine qui vivait avec la famille. Petite, elle aime chanter, notamment dans la chorale de son église. Sa mère espère qu’elle devienne chanteuse d'opéra. Enfant, elle étudie le chant dans tout le pays et, à Northwestern, elle étudie également  le piano[réf. nécessaire].
Pendant les six premières années de son éducation, elle fréquente une école privée, passant à une école publique pendant la Grande Dépression. Elle est diplômée de l'école secondaire Pine Bluff en 1937. Sous la photo de l'album de son lycée se trouve la citation : « J'aime son doux gazouillis, j'aime son doux débit, j'aime replier ma langue vers le haut, et j'aime la laisser se détendre ». Son biographe note qu'elle est dyslexique et a du mal à lire à haute voix. Elle fréquente le Stephens College de Columbia, Missouri, dans l'espoir d'étudier la pédiatrie[réf. nécessaire] ; elle souhaite être pédiatre depuis son enfance mais blame son accent du Sud qui complique selon elle[style à revoir] l'apprentissage du grec et du latin. Au lieu de cela, elle devient infirmière de la Croix-Rouge dans l'une des toutes premières branches de l'organisation et affirme qu'à un moment donné, elle a consacré plus d'heures au service que quiconque dans le pays. Elle intègre ensuite l'Université de l'Arkansas à Fayetteville puis l'Université de Miami où elle rejoint la sororité Chi Omega et est présidente de Sigma Iota Chi. Elle est fascinée par les arts et rêve de devenir actrice, mais sa famille ne lui permet pas. Elle obtient finalement un baccalauréat en histoire[réf. nécessaire]. Après avoir obtenu son diplôme, elle travaille pendant environ un an comme enseignante de cinquième[pas clair] à Mobile, en Alabama, avant de quitter la profession, elle affirme qu'elle « méprisait » ce métier. Elle retourne à Pine Bluff en 1945 et, après la Seconde Guerre mondiale, elle commence à travailler comme secrétaire[style à revoir] à l'Arsenal de Pine Bluff. Elle est bientôt transférée (avec son patron, le général de brigade Augustin Mitchell Prentiss) à Washington.
À Washington, elle rencontre Clyde Jennings, Jr., un officier de l'armée américaine de Lynchburg, en Virginie. Ils se marient le 5 octobre 1946 à Pine Bluff et déménagent à Rye, New York. Peu de temps après leur mariage, Clyde Jennings est honorablement démis de ses fonctions dans l'armée, et travaille comme vendeur de sacs à main itinérant. De Jennings, elle a un fils, Clyde Jay Jennings, le 2 novembre 1947[réf. nécessaire]. Jennings passe beaucoup de temps loin de chez lui, ce qui (selon Mitchell) conduit à la séparation du couple le 18 mai 1956 et au divorce éventuel le 1er août 1957.
Elle dit un jour que, lors de sa première rencontre avec John N. Mitchell, elle fut « impressionnée par sa suavité et son intelligence ». Le couple se marie le 30 décembre 1957[réf. nécessaire], puis s'installe à Rye, New York. John travaille comme avocat à Manhattan, il gagne US$250 000 par an, et le couple achete une maison sur le terrain du Apawamis Club. Le 10 janvier 1961, le couple a une fille, Martha Elizabeth, qu'ils surnomment Marty. Ils inscrivent leur fille à l'école de jour Stone Ridge Country à Bethesda, Maryland, bien qu'ils ne soient pas catholiques romains, en raison de la conviction de Mitchell que « les écoles catholiques romaines sont à peu près les seules à avoir de la discipline ».

## Déménagement à Washington et le scandale du Watergate
Les carrières professionnelles de John Mitchell et de Richard Nixon convergent lorsque, le soir du Nouvel An 1966, leurs cabinets d'avocats se regroupent pour devenir Nixon Mudge Rose Guthrie Alexander and Mitchell. Bien que leur statut d'amis soit débattu, lorsque Nixon est élu président en 1968, il nomme John Mitchell comme son procureur général. Le poste nécessite que la famille déménage à Washington DC, et leur maison dans le complexe « à la mode » du Watergate qui, à l'époque, est estimée à US$140,000. Mitchell attire l'attention nationale pour la première fois après avoir fait remarquer à un journaliste de la télévision que les manifestations pour la paix à Washington DC tenues en novembre 1969 rappelaient à son mari une révolution russe. La déclaration, largement considérée comme indiscrète, accroit sa notoriété et sa couverture médiatique. Elle a l'habitude de prendre un verre le soir, et d'appeler les journalistes avec des commérages politiques ou des informations qu'elle glane en fouillant dans les papiers de son mari ou en écoutant ses conversations. Pendant ce temps, la renommée de Mitchell en tant que mondaine au franc-parler grandit et elle fait des apparitions régulières dans des talk-shows et des émissions de variétés, comme Laugh-In. L'année suivante, en novembre 1970, un sondage Gallup indique que 76 % des Américains reconnaissent qui elle est, et elle fait la couverture de Time dans un numéro sur les femmes les plus influentes de Washington. Sa réputation de parler franc et non censuré, généralement à l'appui des questions républicaines, l'amene à être surnommée « Martha the Mouth » (littéralement Martha la bouche) ou « The Mouth of the South ».
Nixon choisit John pour diriger le comité de réélection du président (généralement abrégé en CRP, ou CREEP) pour la campagne de 1972. Au cours de la campagne, Mitchell se plaint à ses contacts dans les médias que la campagne se livrerait à des « sales coups » pour remporter les élections. Une semaine avant le cambriolage en juin 1972 du siège social du DNC dans l'immeuble de bureaux du Watergate, les Mitchell se rendent à Newport Beach, en Californie, pour assister à une série d'événements de collecte de fonds. Pendant son séjour, John reçoit un appel téléphonique au sujet de l'incident et tient immédiatement une conférence de presse niant toute implication du CRP. John retourne ensuite à Washington DC, il encourage sa femme à rester en Californie pour profiter du beau temps. Dans son dos, il enrôle leur agent de sécurité Steve King (un ancien agent du FBI) pour l'empêcher d'apprendre l'effraction ou de contacter des journalistes. Malgré ces efforts, le lundi suivant, Martha acquiert une copie du Los Angeles Times. Elle y apprend que James W. McCord Jr., le directeur de la sécurité du CRP et le garde du corps et chauffeur de sa fille, fait partie des personnes arrêtées. Ce détail est en conflit avec l'histoire officielle de la Maison-Blanche selon laquelle l'effraction n'était pas liée au CRP et éveille ses soupçons. Martha tente en vain de contacter son mari par téléphone, elle dit finalement en ultime recours à un de ses assistants que son prochain appel serait passé à la presse.

### Enlèvement de juin 1972, conséquences et justification
Le 22 juin, Martha Mitchell passe un appel téléphonique tard dans la nuit à Helen Thomas de United Press, qui serait la journaliste préférentielle de Martha Mitchell. Martha Mitchell informe alors Thomas de son intention de quitter son mari jusqu'à ce qu'il démissionne du CRP. L'appel téléphonique, cependant, prend brusquement fin. Lorsque Thomas rappelle, l'opérateur de l'hôtel lui dit que Martha Mitchell est « indisposée » et n'est pas en mesure de parler. Thomas appelle ensuite John, qui semble indifférent et dit : « [Martha] est un peu contrariée par la politique, mais elle m'aime et je l'aime et c'est ce qui compte ». Dans son rapport ultérieur sur l'incident, Thomas  déclare qu'il était évident que quelqu'un avait pris le téléphone des mains de Martha Mitchell et qu'un voix féminine pouvait être entendue dire « Éloignez-vous de moi ». Le récit de Thomas est largement couvert par les actualités et de nombreux médias font des efforts pour la retrouver et l'interviewer. Quelques jours plus tard, Marcia Kramer, une journaliste chevronnée du New York Daily News, suit Mitchell au Westchester Country Club à Rye, à New York. Kramer trouve « une femme battue » qui avait des marques noires et bleues « effroyables » sur les bras. Dans ce qui s'avère être la première de nombreuses interviews, Mitchell raconte comment, dans la semaine suivant le cambriolage du Watergate, elle a été retenue captive dans cet hôtel californien. Elle avoue que c'est King qui a retiré le cordon téléphonique du mur,. Après plusieurs tentatives pour s'échapper du balcon, elle est physiquement accostée par cinq hommes, ce qui lui vaut des points de suture,. Herb Kalmbach, l'avocat personnel de Nixon, est convoqué à l'hôtel et il décide d'appeler un médecin pour lui injecter un tranquillisant. L'incident la laisse craindre pour sa vie.
Bien que le cambriolage du Watergate soient l'histoire principale dans tous les médias d'information, ses dénonciations sont reléguées aux histoires d'intérêt humain dans les principaux journaux, notamment The Times, The Washington Post et The New York Daily News. Les assistants de Nixon, dans un effort pour discréditer Mitchell, déclarent à la presse qu'elle a un « problème d'alcool », [page à préciser], ce qui n'est pas entièrement faux. Ils suggèrent également qu'elle est en convalescence au Silver Hill Hospital, un établissement psychiatrique du Connecticut.
Initialement, Martha Mitchell commence à contacter des journalistes lorsque le rôle de son mari dans le scandale devient connu dans le but de le défendre. Elle le considére comme un « tombeur » et l'encourage à se retourner contre le président. Peu de temps après le cambriolage, John démissionne, il invoque son désir de passer plus de temps avec sa famille comme raison. Au même moment, la corruption au sein du GOP se concentre fortement sur le franc-parler de Martha. En mai 1973, elle témoigne sous serment dans une déposition aux bureaux de l'avocat Henry B. Rothblatt dans le cadre de la poursuite civile du parti démocrate contre le CRP. Les Mitchell se séparerent finalement en septembre 1973, John quitte soudainement la maison familiale avec leur fille, Marty. Le 1er janvier 1975, il est reconnu coupable de parjure, d'entrave à la justice et de complot pour son implication dans l'effraction du Watergate; il purge 19 mois dans une prison fédérale. Ils ne se sont jamais revus.
En raison de son implication dans le scandale, elle est discréditée et abandonnée par la plupart de sa famille, à l'exception de son fils Jay[réf. nécessaire]. Ce n'est qu'en février 1975 que McCord, après avoir été condamné pour son rôle dans le cambriolage du Watergate, admet que Mitchell avait été, selon ses mots, « essentiellement kidnappé » et a corrobore son histoire. Il affirme que HR Haldeman, ainsi que d'autres hauts collaborateurs du président Nixon, « jaloux » de sa popularité dans les médias, avaient cherché des moyens de l'embarrasser. Nixon dit plus tard à l'intervieweur David Frost en 1977 que Martha était une distraction pour John Mitchell, de sorte que personne ne s'occupait du magasin, et « S'il n'y avait pas eu Martha Mitchell, il n'y aurait pas eu de Watergate. »

### Ouvrages cités
- Keith W. Olson et Max Holland, Watergate: The Presidential Scandal that Shook America, 2016 (ISBN 9780700623570, lire en ligne)
- Richard Reeves, President Nixon : alone in the White House, New York, Simon & Schuster, 2002, 1st Touchstone éd. (ISBN 0-7432-2719-0, lire en ligne )
- James Rosen, The strong man : John Mitchell and the secrets of Watergate, Knopf Doubleday Publishing Group, 2008, 1st éd. (ISBN 9780385525466, lire en ligne )
- Guy Lancaster, Arkansas in Ink: Gunslingers, Ghosts, and Other Graphic Tales, Little Rock, University of Arkansas Press, 2014 (ISBN 978-1-935106-73-9, lire en ligne)
- J. Anthony Lukas, Nightmare: The Underside of the Nixon Years, Viking, 1976 (ISBN 978-0670514151, lire en ligne )